# IC 5197
IC 5197 ist eine Balken-Spiralgalaxie vom Hubble-Typ SBb im Sternbild Tukan am Südsternhimmel, welche etwa 360 Millionen Lichtjahre von der Milchstraße entfernt ist.
Das Objekt wurde am 16. Juli 1904 von Royal Harwood Frost entdeckt.